# Rkomi

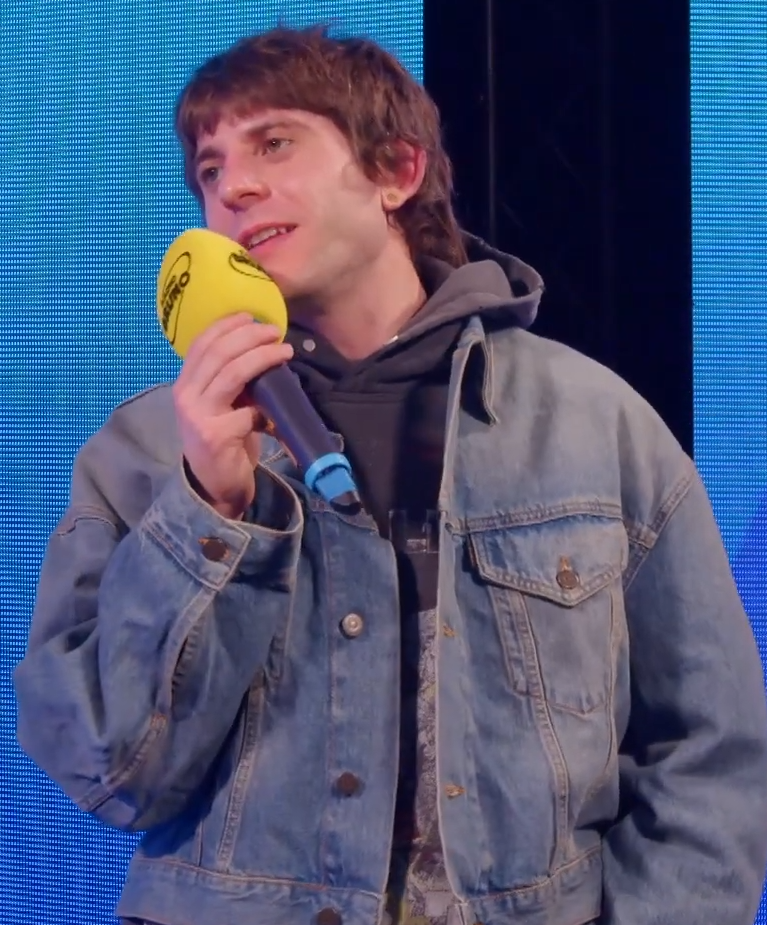
Rkomi (2025)

Rkomi (* 19. April 1994 in Mailand als Mirko Martorana) ist ein italienischer Rapper.

## Karriere
Martorana wuchs im Mailänder Stadtteil Calvairate auf. Er brach die Schule mit 17 Jahren ab und arbeitete zunächst als Kellner. Außerdem beschäftigte er sich mit Muay Thai, das ihn stark prägte. Angeregt durch seinen Cousin, den Rapper Pablo Asso, nahm er schließlich erste Lieder auf. Sein Künstlername ist Verlan für seinen Vornamen. Nach einer ersten EP zusammen mit seinem Cousin, Cugini Bellavita 2013, veröffentlichte Rkomi 2014 das Calvairate Mixtape auf YouTube, mit Gastbeiträgen von Tedua und Izi. Es erhielt nur wenig Aufmerksamkeit, worauf sich der Rapper eine Weile ganz zurückzog. Erst 2016 meldete er sich mit der EP Dasein sollen zurück, deren Titel auf ein Konzept bei Martin Heidegger zurückgeht. Damit erregte Rkomi erstmals größere Aufmerksamkeit, auch bei anderen Rappern wie Sfera Ebbasta und Ghali.
2017 erhielt er einen Vertrag bei Roccia Music, dem Label von Marracash und Shablo. Im September des Jahres erschien, nach diversen Singles und Gastbeiträgen, Rkomis erstes Studioalbum Io in terra im Verleih von Universal. Es erreichte auf Anhieb die Spitze der italienischen Albumcharts.

## Diskografie

### Alben
| Jahr | Titel Musiklabel                                        | Höchstplatzierung, Gesamtwochen, AuszeichnungChartplatzierungen (Jahr, Titel, Musiklabel, Platzierungen, Wochen, Auszeichnungen, Anmerkungen) | Höchstplatzierung, Gesamtwochen, AuszeichnungChartplatzierungen (Jahr, Titel, Musiklabel, Platzierungen, Wochen, Auszeichnungen, Anmerkungen) | Anmerkungen                                                      |
| Jahr | Titel Musiklabel                                        | IT | CH | Anmerkungen                                                      |
| ---- | ------------------------------------------------------- | --- | --- | ---------------------------------------------------------------- |
| 2016 | Dasein sollen Thaurus                                   | IT70 Gold · (5 Wo.)IT | — | Erstveröffentlichung: 13. Oktober 2016 Verkäufe: + 25.000; EP    |
| 2017 | Io in terra Universal Music Italia (UMG)                | IT1 Platin · (57 Wo.)IT | — | Erstveröffentlichung: 8. September 2017 Verkäufe: + 50.000       |
| 2018 | Ossigeno Island Records (UMG)                           | IT2 Platin · (20 Wo.)IT | — | Erstveröffentlichung: 13. Juli 2018 Verkäufe: + 50.000; EP       |
| 2019 | Dove gli occhi non arrivano Island Records (UMG)        | IT1 ×2Doppelplatin · (75 Wo.)IT | — | Erstveröffentlichung: 22. März 2019 Verkäufe: + 100.000          |
| 2021 | Taxi Driver Island Records (UMG)                        | IT1 ×8Achtfachplatin · (189 Wo.)IT | CH31 (3 Wo.)CH | Erstveröffentlichung: 30. November 2021 Verkäufe: + 400.000      |
| 2023 | No Stress Atlantic Records (WMG) / Island Records (UMG) | IT2 Gold · (26 Wo.)IT | — | Erstveröffentlichung: 7. Juli 2023 Verkäufe: + 25.000; mit Irama |
| 2025 | Decrescendo Island Records (UMG)                        | IT3 (… Wo.)IT | CH100 (1 Wo.)CH | Erstveröffentlichung: 22. Mai 2025                               |

### Singles
| Jahr | Titel Album                                         | Höchstplatzierung, Gesamtwochen, AuszeichnungChartsChartplatzierungen (Jahr, Titel, Album, Platzierungen, Wochen, Auszeichnungen, Anmerkungen) | Anmerkungen                                                                                   |
| Jahr | Titel Album                                         | IT | Anmerkungen                                                                                   |
| --- | --------------------------------------------------- | --- | --------------------------------------------------------------------------------------------- |
| 2017 | Solo Io in terra                                    | IT64 Gold · (2 Wo.)IT | Erstveröffentlichung: 28. April 2017 Verkäufe: + 25.000                                       |
| 2017 | Apnea Io in terra                                   | IT48 ×2Doppelplatin · (11 Wo.)IT | Erstveröffentlichung: 7. Juni 2017 Verkäufe: + 200.000                                        |
| 2017 | Mai più Io in terra                                 | IT19 Platin · (12 Wo.)IT | Erstveröffentlichung: 25. August 2017 Verkäufe: + 50.000                                      |
| 2017 | Milano bachata Io in terra                          | IT9 ×2Doppelplatin · (18 Wo.)IT | Erstveröffentlichung: 16. November 2017 Verkäufe: + 100.000; feat. Marracash                  |
| 2017 | Liam Gallagher –                                    | IT80 (1 Wo.)IT | Erstveröffentlichung: 30. November 2017                                                       |
| 2018 | Acqua calda e limone Ossigeno                       | IT45 Platin · (2 Wo.)IT | Erstveröffentlichung: 19. Juli 2018 Verkäufe: + 70.000; feat. Ernia                           |
| 2018 | Non ho mai avuto la mia età –                       | IT68 (1 Wo.)IT | Erstveröffentlichung: 4. Oktober 2018                                                         |
| 2019 | Blu Dove gli occhi non arrivano                     | IT9 ×2Doppelplatin · (17 Wo.)IT | Erstveröffentlichung: 8. März 2019 Verkäufe: + 140.000; feat. Elisa                           |
| 2019 | Visti dall’alto Dove gli occhi non arrivano         | IT13 Platin · (7 Wo.)IT | Erstveröffentlichung: 24. März 2019 Verkäufe: + 70.000; feat. Dardust                         |
| 2019 | Canzone Dove gli occhi non arrivano                 | IT23 (2 Wo.)IT | Erstveröffentlichung: 27. September 2019 feat. Jovanotti                                      |
| 2021 | Ho spento il cielo Taxi Driver                      | IT13 Platin · (10 Wo.)IT | Erstveröffentlichung: 14. April 2021 Verkäufe: + 70.000; feat. Tommaso Paradiso               |
| 2021 | Cuore dollari (64 Bars) Red Bull 64 Bars, The Album | IT56 (1 Wo.)IT | Erstveröffentlichung: 28. Mai 2021 mit Junior K                                               |
| 2021 | Partire da te Taxi Driver                           | IT7 ×4Vierfachplatin · (51 Wo.)IT | Erstveröffentlichung: 11. Juni 2021 Verkäufe: + 400.000                                       |
| 2021 | Luna piena Taxi Driver                              | IT12 ×5Fünffachplatin · (74 Wo.)IT | Erstveröffentlichung: 27. August 2021 Verkäufe: + 500.000; feat. Irama & Shablo               |
| 2021 | La coda del diavolo Taxi Driver +                   | IT1 ×6Sechsfachplatin · (69 Wo.)IT | Erstveröffentlichung: 3. Dezember 2021 Verkäufe: + 600.000; feat. Elodie                      |
| 2022 | Insuperabile Taxi Driver +                          | IT6 ×3Dreifachplatin · (25 Wo.)IT | Erstveröffentlichung: 2. Februar 2022 Verkäufe: + 300.000; Beitrag zum Sanremo-Festival 2022  |
| 2022 | Maleducata Taxi Driver                              | IT56 Gold · (4 Wo.)IT | Erstveröffentlichung: 2. Februar 2022 Verkäufe: + 50.000; mit Dargen D’Amico                  |
| 2022 | Ossa rotte Taxi Driver                              | IT44 Gold · (3 Wo.)IT | Erstveröffentlichung: 16. Juni 2022 Verkäufe: + 50.000                                        |
| 2023 | Hollywood No Stress                                 | IT17 ×2Doppelplatin · (24 Wo.)IT | Erstveröffentlichung: 9. Juni 2023 Verkäufe: + 200.000; mit Irama & Shablo                    |
| 2025 | Il ritmo delle cose Decrescendo                     | IT10 Gold · (14 Wo.)IT | Erstveröffentlichung: 12. Februar 2025 Verkäufe: + 100.000; Beitrag zum Sanremo-Festival 2025 |
| 2025 | Apnea da un po’ Decrescendo                         | IT42 (… Wo.)IT | Erstveröffentlichung: 24. April 2025                                                          |
| 2025 | L’ultima infedeltà Decrescendo                      | IT96 (2 Wo.)IT | Erstveröffentlichung: 15. Mai 2025                                                            |
| Folgende Lieder erschienen nicht als Single, wurden aber durch das Album zum Download und Streaming bereitgestellt und konnten somit eine Platzierung erlangen: |                                                     | |                                                                                               |
| |                                                     | |                                                                                               |
| 2017 | Verme Io in terra                                   | IT36 Gold · (2 Wo.)IT | Verkäufe: + 25.000; feat. Noyz Narcos                                                         |
| 2017 | Brr brr Io in terra                                 | IT39 Gold · (3 Wo.)IT | Verkäufe: + 25.000                                                                            |
| 2017 | Origami Io in terra                                 | IT45 Gold · (6 Wo.)IT | Verkäufe: + 25.000                                                                            |
| 2017 | La solitudine Io in terra                           | IT57 (1 Wo.)IT |                                                                                               |
| 2017 | Peaky Blinders Io in terra                          | IT63 (1 Wo.)IT |                                                                                               |
| 2017 | Farei un figlio Io in terra                         | IT67 (1 Wo.)IT |                                                                                               |
| 2017 | Maddalena Corvaglia Io in terra                     | IT82 (1 Wo.)IT |                                                                                               |
| 2017 | Io in terra                                         | IT84 (1 Wo.)IT |                                                                                               |
| 2017 | Mirko no Io in terra                                | IT91 (1 Wo.)IT |                                                                                               |
| 2018 | Solletico Ossigeno                                  | IT28 Platin · (7 Wo.)IT | Verkäufe: + 50.000; feat. Tedua & Night Skinny                                                |
| 2018 | Ossigeno                                            | IT49 Gold · (1 Wo.)IT | Verkäufe: + 25.000                                                                            |
| 2018 | Vuoi una mano? Ossigeno                             | IT59 (1 Wo.)IT |                                                                                               |
| 2018 | Per un pugno di emozioni Ossigeno                   | IT61 (1 Wo.)IT |                                                                                               |
| 2019 | Mon cheri Dove gli occhi non arrivano               | IT6 Platin · (13 Wo.)IT | Verkäufe: + 50.000; feat. Sfera Ebbasta                                                       |
| 2019 | Boogie Nights Dove gli occhi non arrivano           | IT15 Gold · (7 Wo.)IT | Verkäufe: + 25.000; feat. Ghali                                                               |
| 2019 | Dove gli occhi non arrivano                         | IT16 Gold · (6 Wo.)IT | Verkäufe: + 25.000                                                                            |
| 2019 | Impressione Dove gli occhi non arrivano             | IT21 (3 Wo.)IT | feat. Carl Brave                                                                              |
| 2019 | Alice Dove gli occhi non arrivano                   | IT31 (2 Wo.)IT |                                                                                               |
| 2019 | Gioco Dove gli occhi non arrivano                   | IT32 (2 Wo.)IT |                                                                                               |
| 2019 | La U Dove gli occhi non arrivano                    | IT33 (2 Wo.)IT |                                                                                               |
| 2019 | Cose che capitano Dove gli occhi non arrivano       | IT35 (2 Wo.)IT |                                                                                               |
| 2019 | Per un no Dove gli occhi non arrivano               | IT36 (2 Wo.)IT |                                                                                               |
| 2019 | Mikado Dove gli occhi non arrivano                  | IT37 (2 Wo.)IT |                                                                                               |
| 2020 | Colori Vita Vera Mixtape                            | IT7 Gold · (3 Wo.)IT | Verkäufe: + 35.000; mit Tedua & Chris Nolan                                                   |
| 2021 | Non vivo più sulla terra Obe                        | IT19 Gold · (2 Wo.)IT | Verkäufe: + 50.000; mit Mace & Venerus                                                        |
| 2021 | Acqua Obe                                           | IT24 Gold · (2 Wo.)IT | Verkäufe: + 50.000; mit Mace & Madame                                                         |
| 2021 | Nuovo range Taxi Driver                             | IT1 ×6Sechsfachplatin · (78 Wo.)IT | Verkäufe: + 600.000; feat. Sfera Ebbasta & Junior K                                           |
| 2021 | 10 ragazze Taxi Driver                              | IT6 ×2Doppelplatin · (25 Wo.)IT | Verkäufe: + 140.000; feat. Ernia & Mace                                                       |
| 2021 | Me o le mie canzoni? Taxi Driver                    | IT15 Platin · (4 Wo.)IT | Verkäufe: + 100.000; feat. Gazzelle & Night Skinny                                            |
| 2021 | Diecimilavoci Taxi Driver                           | IT16 Platin · (9 Wo.)IT | Verkäufe: + 70.000; feat. Ariete                                                              |
| 2021 | Cancelli di mezzanotte Taxi Driver                  | IT24 Platin · (4 Wo.)IT | Verkäufe: + 100.000; feat. Chiello FSK                                                        |
| 2021 | Paradiso vs. Inferno (Interlude) Taxi Driver        | IT26 (2 Wo.)IT |                                                                                               |
| 2021 | Sopra le canzoni Taxi Driver                        | IT29 Gold · (3 Wo.)IT | Verkäufe: + 50.000; mit Dardust                                                               |
| 2021 | Mare che non sei Taxi Driver                        | IT30 Gold · (3 Wo.)IT | Verkäufe: + 35.000; feat. Gaia                                                                |
| 2021 | Taxi Driver                                         | IT34 Gold · (2 Wo.)IT | Verkäufe: + 50.000                                                                            |
| 2021 | Solo con me Taxi Driver                             | IT39 (2 Wo.)IT | feat. Tommy Dali                                                                              |
| 2021 | Intro (Taxi Driver) Taxi Driver                     | IT73 (1 Wo.)IT |                                                                                               |
| 2023 | Sexy No Stress                                      | IT45 (3 Wo.)IT | mit Irama feat. Guè                                                                           |
| 2025 | Non c’è amore Decrescendo                           | IT36 (1 Wo.)IT | feat. Lazza                                                                                   |
| 2025 | Vent’anni Decrescendo                               | IT50 (1 Wo.)IT | feat. Tedua                                                                                   |
| 2025 | Brutto ricordi Decrescendo                          | IT60 (1 Wo.)IT | feat. Bresh                                                                                   |
| 2025 | Dirti no Decrescendo                                | IT63 (1 Wo.)IT |                                                                                               |
| 2025 | 10 secondi Decrescendo                              | IT91 (1 Wo.)IT | feat. Nayt                                                                                    |

Weitere Singles
- 2016: Oh mama – Platin (50.000+)
- 2016: Aeroplanini di carta (feat. Izi) – Platin (50.000+)
- 2016: Zero Zero (feat. Tedua) – Gold (25.000+)
- 2017: Madonna (mit Ernia) – Gold (25.000+)

### Gastbeiträge
| Jahr | Titel Album                                             | Höchstplatzierung, Gesamtwochen, AuszeichnungChartsChartplatzierungen (Jahr, Titel, Album, Platzierungen, Wochen, Auszeichnungen, Anmerkungen) | Anmerkungen |
| Jahr | Titel Album                                             | IT | Anmerkungen |
| --- | ------------------------------------------------------- | --- | --- |
| 2017 | Bimbi –                                                 | IT3 ×2Doppelplatin · (25 Wo.)IT | Erstveröffentlichung: 24. März 2017 Verkäufe: + 100.000; Charlie Charles feat. Izi, Rkomi, Sfera Ebbasta, Tedua & Ghali  |
| 2019 | Blu Part II Diari aperti                                | IT75 Gold · (1 Wo.)IT | Erstveröffentlichung: 8. November 2019 Verkäufe: + 35.000; Elisa feat. Rkomi                                             |
| 2019 | Vento sulla luna Nuda                                   | IT74 (1 Wo.)IT | Erstveröffentlichung: 29. November 2019 Annalisa feat. Rkomi                                                             |
| 2020 | Nuove strade –                                          | IT51 (1 Wo.)IT | Erstveröffentlichung: 23. September 2021 Nuove Strade feat. Ernia, Rkomi, Madame, Gaia, Samurai Jay & Andry The Hitmaker |
| 2022 | Quello che manca Ritorno al futuro / Back To The Future | IT49 (2 Wo.)IT | Erstveröffentlichung: 10. Februar 2022 Elisa feat. Rkomi                                                                 |
| 2022 | 5 gocce Il giorno in cui ho smesso di pensare           | IT3 ×5Fünffachplatin · (50 Wo.)IT | Erstveröffentlichung: 25. März 2022 Verkäufe: + 500.000; Irama feat. Rkomi                                               |
| 2022 | Per Averti Love Is War                                  | IT47 Gold · (4 Wo.)IT | Erstveröffentlichung: 1. September 2022 Verkäufe: + 50.000; Pyrex feat. Rkomi                                            |
| 2025 | Sto bene al mare –                                      | IT25 (… Wo.)IT | Erstveröffentlichung: 13. Juni 2025 Marco Mengoni feat. Sayf & Rkomi                                                     |
| Folgende Lieder erschienen nicht als Single, wurden aber durch das Album zum Download und Streaming bereitgestellt und konnten somit eine Platzierung erlangen: |                                                         | | |
| |                                                         | | |
| 2017 | Pezzi                                                   | IT43 (2 Wo.)IT | Night Skinny feat. Guè Pequeno & Rkomi                                                                                   |
| 2018 | Business Class Marracash - 10 Anni Dopo                 | IT19 Gold · (3 Wo.)IT | feat. Rkomi Verkäufe: + 25.000                                                                                           |
| 2019 | Novità Mattoni                                          | IT6 Platin · (6 Wo.)IT | Night Skinny feat. Rkomi & Tedua Verkäufe: + 70.000                                                                      |
| 2019 | Saluti Mattoni                                          | IT9 Gold · (3 Wo.)IT | Night Skinny feat. Guè Pequeno, Fabri Fibra, Rkomi & Carolina Márquez Verkäufe: + 35.000                                 |
| 2019 | Prometto Mattoni                                        | IT12 Platin · (7 Wo.)IT | Night Skinny feat. Rkomi & Luchè Verkäufe: + 70.000                                                                      |
| 2019 | Fare chiasso Mattoni                                    | IT15 Gold · (3 Wo.)IT | Night Skinny feat. Quentin40 & Rkomi Verkäufe: + 35.000                                                                  |
| 2019 | .Rosso Mattoni                                          | IT26 (2 Wo.)IT | Night Skinny feat. The Madame & Rkomi                                                                                    |
| 2019 | Lascia un segno Il tempo vola 2002-2020                 | IT67 (1 Wo.)IT | Fabri Fibra feat. Ernia & Rkomi                                                                                          |
| 2019 | Puro sinaloa Gemelli                                    | IT5 Platin · (6 Wo.)IT | Ernia feat. Tedua, Rkomi & Lazza Verkäufe: + 70.000                                                                      |
| 2020 | Londra Forever and Ever                                 | IT58 Gold · (4 Wo.)IT | Rosa Chemical feat. Rkomi Verkäufe: + 50.000                                                                             |
| 2021 | Più Lei Che Noi 17 (Dark Edition)                       | IT81 (1 Wo.)IT | Emis Killa & Jake La Furia feat. Rkomi                                                                                   |
| 2021 | Bugie Madame                                            | IT15 Platin · (6 Wo.)IT | Madame feat. Rkomi & Carl Brave Verkäufe: + 100.000                                                                      |
| 2022 | Parli di me Oro blu                                     | IT35 (1 Wo.)IT | Bresh feat. Rkomi & Shune                                                                                                |
| 2022 | Diavolo Botox                                           | IT6 Gold · (6 Wo.)IT | Night Skinny feat. Bnkr44, Ghali, Rkomi & Tedua Verkäufe: + 50.000                                                       |
| 2022 | Marciapiede Botox                                       | IT27 (2 Wo.)IT | Night Skinny feat. Ernia, Rkomi & Tony Effe                                                                              |
| 2022 | Addio Botox                                             | IT33 (2 Wo.)IT | Night Skinny feat. Ernia, Gazzelle, Mahmood & Rkomi                                                                      |
| 2022 | Marmellata Botox                                        | IT44 Gold · (4 Wo.)IT | Night Skinny feat. Carl Brave, Pyrex, Rkomi & VillaBanks Verkäufe: + 50.000                                              |
| 2022 | Per La Strada Botox                                     | IT52 (1 Wo.)IT | Night Skinny feat. Coez, Guè & Rkomi                                                                                     |
| 2022 | Così Non Va Botox                                       | IT50 (1 Wo.)IT | Night Skinny feat. Bnkr44, Elisa, Gaia, Madame & Rkomi                                                                   |
| 2022 | Rock & rolla C@ra++ere s?ec!@le                         | IT9 Gold · (5 Wo.)IT | Tha Supreme feat. Rkomi Verkäufe: + 50.000                                                                               |
| 2022 | Qualcosa che manca Io non ho paura                      | IT11 (2 Wo.)IT | Ernia feat. Rkomi |
| 2023 | Free Madreperla                                         | IT8 Gold · (3 Wo.)IT | Guè feat. Marracash & Rkomi Verkäufe: + 50.000                                                                           |
| 2023 | Anime libere La Divina Commedia                         | IT14 Platin · (10 Wo.)IT | Tedua feat. Rkomi & Bresh Verkäufe: + 100.000                                                                            |
| 2024 | Nuovo me Maya                                           | IT62 (1 Wo.)IT | Mace feat. Rkomi, Bresh & Iako                                                                                           |
| 2024 | Non mi vedi L’angelo del male                           | IT36 (1 Wo.)IT | Baby Gang feat. Higashi, Fabri Fibra, Ernia, Rkomi & Geolier                                                             |
| 2024 | Good Girl Containers                                    | IT18 (3 Wo.)IT | Night Skinny feat. Rkomi, Ernia & Bresh                                                                                  |
| 2025 | L’ultimo giorno del mondo Fame                          | IT61 (1 Wo.)IT | Jake La Furia & Night Skinny feat. Guè & Rkomi                                                                           |

Weitere Gastbeiträge
- 2019: Acquagym (Ackeejuice Rockers feat. Rkomi) – Gold (50.000+)

## Auszeichnungen für Musikverkäufe
Anmerkung: Auszeichnungen in Ländern aus den Charttabellen bzw. Chartboxen sind in ebendiesen zu finden.
| Land/RegionAuszeichnungen für Musikverkäufe (Land/Region, Auszeichnungen, Verkäufe, Quellen) | Gold       | Platin       | Verkäufe  | Quellen |
| -------------------------------------------------------------------------------------------- | ---------- | ------------ | --------- | ------- |
| Italien (FIMI)                                                                               | 31× Gold31 | 69× Platin69 | 6.745.000 | fimi.it |
| Insgesamt                                                                                    | 31× Gold31 | 69× Platin69 |           |         |

## Belege
1. ↑  Marco Mazzetti: Rkomi, la perla nera nell’oceano del rap italiano. In: IlFattoQuotidiano.it. 25. Oktober 2016, abgerufen am 15. September 2017 (italienisch).
2. ↑  Chiara Galeazzi: Il grande risveglio di Rkomi. In: RollingStone.it. 16. Dezember 2016, abgerufen am 15. September 2017 (italienisch).
3. 1 2 3  Chartquellen: IT IT2 CH

| Personendaten    | Personendaten                  |
| ---------------- | ------------------------------ |
| NAME             | Rkomi                          |
| ALTERNATIVNAMEN  | Martorana, Mirko (Geburtsname) |
| KURZBESCHREIBUNG | italienischer Rapper           |
| GEBURTSDATUM     | 19. April 1994                 |
| GEBURTSORT       | Mailand                        |